# Günther von der Schulenburg

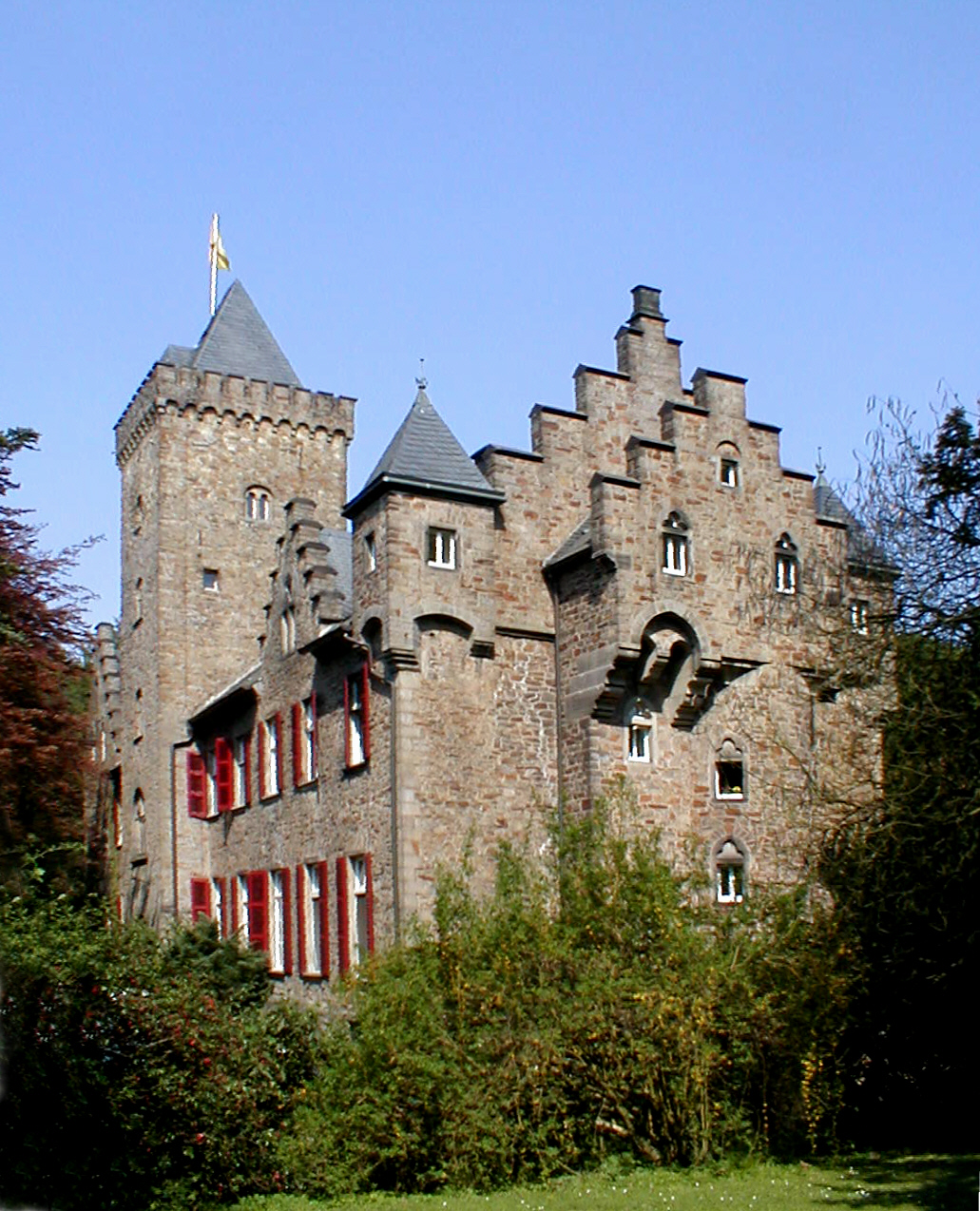
El Castillo de Oefte, antigua residencia de la familia Schulenburg (2007).

Karl Werner Günther Reichsgraf von der Schulenburg (Castillo de Oefte, 20 de agosto de 1865 - Düsseldorf-Grafenberg, 4 de marzo de 1939) fue un oficial, publicista y activista homosexual alemán.

## Orígenes y primeros años
Günther von der Schulenburg era hijo del mayor y chambelán del rey de Prusia, Ernst Wilhelm August von der Schulenburg, y de su esposa, Melanie Henriette Emilie Friederike von Helldorf, naciendo en la residencia de la familia en el Castillo de Oefte, cerca de Kettwig; por lo tanto, en el seno de la extensa familia noble de los Schulenburg. Hasta los once años recibió clases particulares, pasando posteriormente a estudiar en dos Gymnasium en Turingia. Tras terminar sus estudios, ingresó en el ejército y avanzó hasta el puesto de Rittmeister («maestro caballero»). Desde 1886 gestionaba las posesiones de la familia y era económicamente independiente. En su lugar natal era reconocido por la sociedad y estaba integrado. En 1889 se casó con la aristócrata belga Jeanne van de Walle; la pareja tuvo dos hijos. Él mismo esperaba que el matrimonio lo distrajese de sus tendencias homosexuales.

## Actividad
Ya durante sus años en el internado, von der Schulenburg había mantenido contactos sexuales con sus compañeros de la escuela, y más tarde los tendría con jóvenes de 15 a 17 años de clase trabajadora, a los que hasta cierto punto apoyaba con dinero. Para conseguir estos contactos viajaba a menudo a Colonia. Su propio hijo afirmaría más tarde que había sufrido acoso sexual del padre. A pesar de que se abrieron diversas investigaciones policiales, nunca llegó a los tribunales. En 1898 un intento de acercamiento a un estudiante de secundaria en Colonia llegó a los periódicos locales. Como consecuencia del escándalo recibió numerosos apoyos de homosexuales, que lo llevaron a plantearse por primera vez su orientación sexual. Se produjo una ruptura con su familia y de retiró de su planeada candidatura al Reichstag.
Hacia 1900 Günther von der Schulenburg se hizo miembro del Comité científico humanitario y de 1903 a 1908 fue la persona de contacto del subcomité de Renania-Westfalia; en 1907, tras varios escándalos públicos, se dio de baja en el Comité. Además trató de fundar una asociación de aristócratas homosexuales, sin éxito. Bajo el seudónimo Siegfried publicó poemas homoeróticos.
Después de enterarse en 1904 de los planes de matrimonio de Joseph von Fürstenberg, von der Schulenburg informó al futuro suegro de sus actividades homosexuales. Von Fürstenberg se suicidó dos días después de volver de su luna de miel. En consecuencia, von Schulenburg se convirtió en un proscrito en sus círculos sociales. Así, en 1906, durante el Katholikentag («Día de los católicos») en Essen, fue expulsado del podio de honor. Tres años más tarde incitó al publicista Adolf Brand a que expusiese al canciller imperial Bernhard von Bülow como homosexual, pero se mantuvo alejado del juicio que siguió, de forma que Brand se quedó sin pruebas y fue condenado a 18 meses de cárcel por difamación.
El 14 de agosto de 1907, von der Schulenburg realizó una presentación en el Comité científico humanitario titulado Homosexualität im Mittelalter und Nachmittelalter («Homosexualidad en la Edad Media y posteriormente») que, a pesar de sus deficiencias técnicas, se puede considerar el primer aporte científico sobre este tema. En 1908 afirmó en un artículo periodístico que un «cierto Jansen» habría formado un «club de pederastas con estudiantes de secundaria»; el «cierto Jansen» era Wilhelm Jansen, líder del movimiento Wandervogel, que en consecuencia tuvo que dimitir de todos sus cargos. Hans von Tresckow, jefe de la inspección de homosexuales de la policía criminal de Berlín, posteriormente airearía su suposición de que la denuncia de von der Schulenburg era una venganza por haber sido evitado por sus pares a causa de sus «tendencias contra natura».

## Incapacitación y cárcel
A causa de todos estos incidentes, la esposa de Günther von der Schulenburg, apoyada sobre todo por el arzobispo de Colonia Anton Fischer en el proceso, solicitó la incapacitación de su marido. Su solicitud en 1909 ante el juzgado local de Velbert fue aceptada. En un informe realizado en 1911, a Günther von der Schulenburg se le diagnosticaron «locura degenerativa» y «deficiencia mental», ya que la homosexualidad no habría sido aceptada como razón para la declaración de incapacidad.
Durante la I Guerra Mundial, von der Schulenburg fue expulsado de Suiza e Italia, y en 1918 fue detenido en el Tirol, donde poseía terrenos. Claramente estaba huyendo. Debido a la creación del Rheinischen Freiheitspartei («Partido de la libertad del Rin»), que pretendía conseguir la independencia de Renania, fue condenado en 1923 por alta traición a dos años de encierro (custodia honesta).